# Wessel Gansfort
Wessel Gansfort (Groningen, 1419 - aldaar, 1489) was een theoloog en vroeg-humanist. 

## Leven
Wessel was de zoon van broodbakker Harmen Gansfort. Door financiële steun van burgemeestersvrouw Oda Jarges-Clant kon hij doorleren bij de Broeders des Gemenen Levens in Zwolle. Van 1449 tot 1452 studeerde hij in Keulen en verkreeg de graad van magister artium. Tot een promotie is het nooit gekomen.
Hoewel hij een leek was, schreef hij bijna uitsluitend over godsdienstige vraagstukken, waarbij hij veel stellingen verdedigde die vooruit lijken te lopen op het protestantisme. Gansfort was een van de eersten in het Noorden die een goede kennis bezat van het Hebreeuws.
Hij was niet, zoals vaak wordt gedacht, de lijfarts van bisschop David van Bourgondië, maar diens protegé. Laatstgenoemde bood hem bescherming tegen de Inquisitie. Na 1482 verbleef Gansfort veel in de abdij van Aduard bij de abt Hendrik van Rees en na diens dood in het Olde Convent van de clarissen te Groningen.

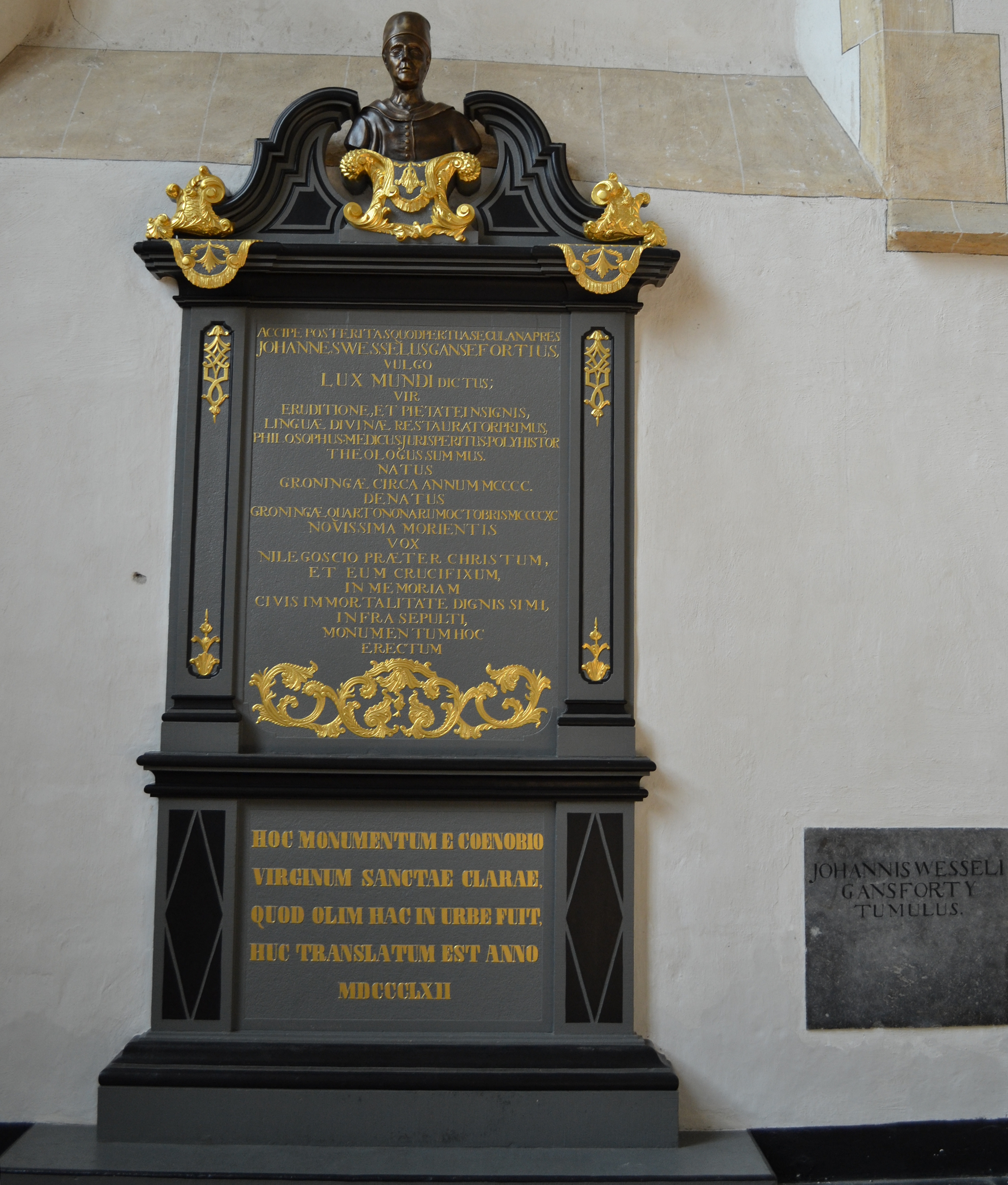
Epitaaf en grafsteen in de Groninger Martinikerk

Gansfort stond onder de invloed van de Moderne Devotie en geldt als een voorloper van de reformatie. Hij was tegen aflaten, mirakelboeken en heiligenverering. Bovendien uitte hij kritiek op de overschatting van pausen en concilies, en hij pleitte vooral voor gedegen Bijbelkennis. Hij maakte in zijn leven een ommezwaai van het filosofisch realisme naar het nominalisme; daarom werd hij wel spottend 'magister contradictionis' (meester in tegenstellingen) genoemd. Ondanks dit ging hij toch steeds verder in het taalkundig benaderen van de Bijbel, onder andere door de Hebreeuwse grondtekst bij zijn exegese te betrekken.
De kerkhervormer Maarten Luther schreef dat Wessel Gansfort zeer belangrijk was geweest bij de vorming van zijn inzichten.
In 1862 werden zijn stoffelijke resten en de epitaaf overgebracht naar de Martinikerk. De epitaaf bevindt zich tegen de westmuur, de grafsteen werd ervoor neergelegd met daaronder de beenderen van Gansfort. Bij de laatste restauratie in 1962 heeft Albert van Giffen het graf opgegraven. De grafsteen is uit de vloer gehaald en in de westmuur naast het epitaaf ingemetseld. De beenderen werden voor onderzoek overgebracht naar het anatomisch laboratorium in Groningen, daarna leken ze lange tijd verdwenen te zijn. Pas in 2015 werden ze teruggevonden in een archeologisch depot en 2 jaar later teruggeplaatst in de vloer van de Martinikerk.

## Groninger cultuurprijs
Naar hem is de Wessel Gansfortprijs genoemd, de tweejaarlijks toegekende cultuurprijs van de provincie Groningen.
Wessel werd geboren in de stad Groningen in het jaar 1419, als kind van arme ouders. Toentertijd was het een luxe dat een kind de schoolbanken kon bezoeken. Zijn ouders waren genoodzaakt het kind op negenjarige leeftijd van school te halen.
Maar de jonge Wessel had geluk.
Een rijke weduwe had vernomen dat hij uitblonk en een hoge intelligentie had en wilde zijn opleiding verder betalen. Zo kon hij zijn opleiding voltooien. Na verloop van tijd promoveerde hij tot MAGISTER ARTIUM en vermoedelijk heeft hij later ook de titel doctor in theologie verworven.

## Inspirator voor het onderwijs
In de Groninger wijk De Hunze staat een school voor voortgezet onderwijs die naar hem is vernoemd, het Wessel Gansfortcollege.

## Belangrijkste Werken van Gansfort
- Opera. Wesseli Gansfortii Groningensis, rarae et reconditae doctrinae viri, Qui olim Lux Mundi vulgo dictus fuit, Opera..., Groningen: Johannes Sassius 1614 (fotomechanische herdruk: Nieuwkoop: B. de Graaf 1966).
- Engelse vertaling van geselecteerde werken: E.W. Scudder, J.W. Miller, Wessel Gansfort. Life and Writings. Principal Works Translated, 2 vols., New York-London: Putmans 1917.